# Tysktös

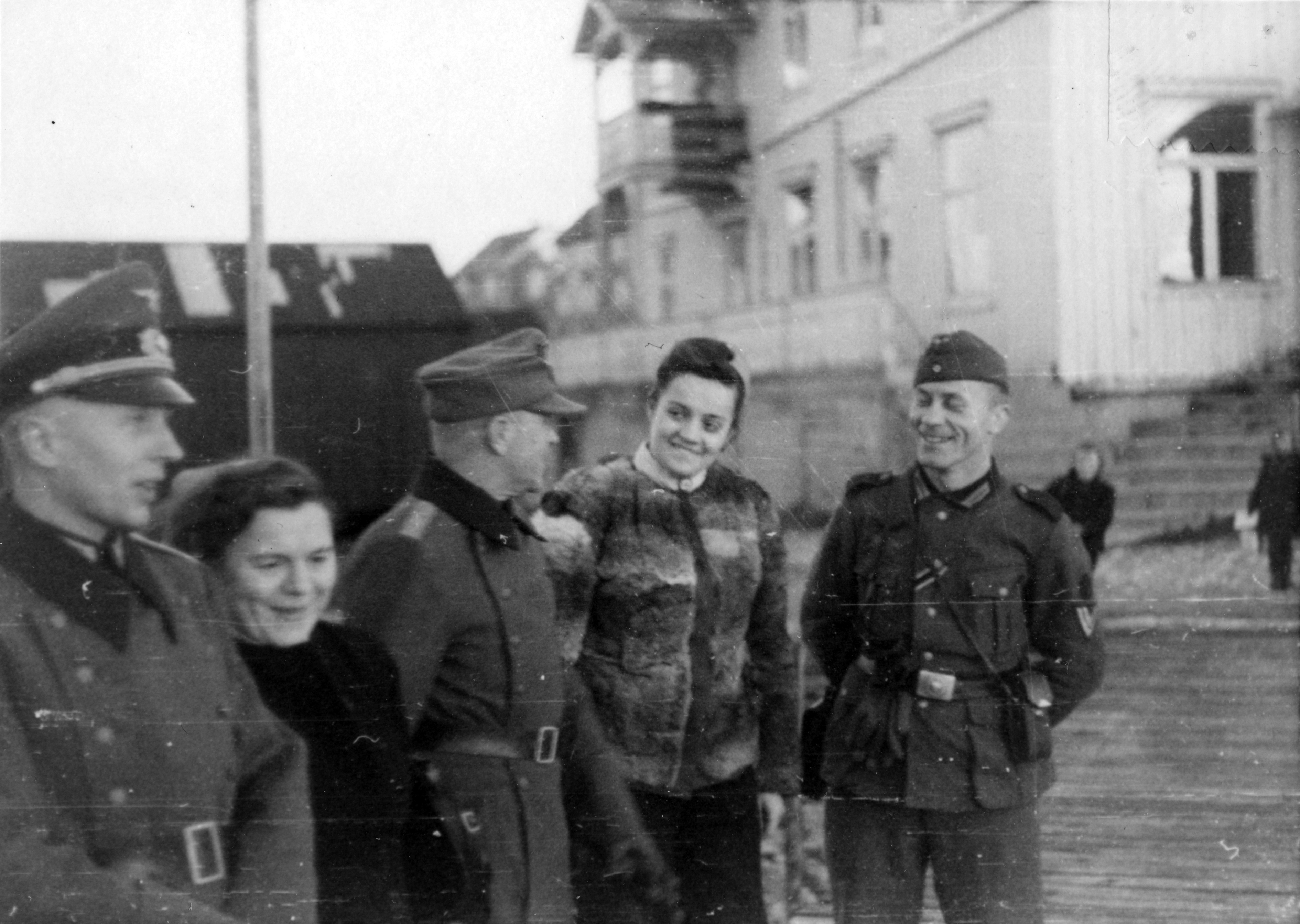
Tyska soldater med två tysktöser i Brønnøysund, 1943

Tyskertøs (norska ordet tøs motsvaras av det svenska slampa), även tyskerjente, var en nedsättande benämning på de kvinnor i Danmark och Norge som hade sexuella förbindelser med tyska soldater under andra världskriget. Eventuella barn benämndes på samma sätt tyskerunger, eller med ett något mindre nedsättande ord som krigsbarn. Kvinnorna blev på grund av sexuella skäl ansedda för att ha begått förräderi och utpekade för att vara kollaboratörer. Denna definition av förräderi utgick från en sexistisk dubbelmoral, eftersom män inte betecknades som förrädare av sexuella skäl. 
Vid krigsslutet blev de offer för omfattande och grova hämndaktioner och övergrepp från allmänhetens sida, varav de mest kända var att få sitt hår avklippt. De utsattes också i många fall för rättsövergrepp och justitiemord från myndigheternas sida, trots det faktum att de inte hade brutit mot lagen eller begått något faktiskt förräderi. Detta fenomen hade sina motsvarigheter även i andra länder som ockuperades av Tyskland under andra världskriget.